# RPS4Y2
RPS4Y2 (англ. Ribosomal protein S4, Y-linked 2) – білок, який кодується однойменним геном, розташованим у людей на довгому плечі Y-хромосоми. Довжина поліпептидного ланцюга білка становить 263 амінокислот, а молекулярна маса — 29 295.
| 10         |  | 20         |  | 30         |  | 40         |  | 50         |
| ---------- |  | ---------- |  | ---------- |  | ---------- |  | ---------- |
| MARGPKKHLK |  | RVAAPKHWML |  | DKLTGVFAPR |  | PSTGPHKLRE |  | CLPLIVFLRN |
| RLKYALTGDE |  | VKKICMQHFL |  | KIDGKVRVDI |  | TYPAGFIDVI |  | SIEKTGEHFR |
| LVYNTKGCFA |  | VHRITVEEAK |  | YKLCKVRKIT |  | VGTKGIPHLV |  | THDARTIRYP |
| DPLIKVNDTV |  | QIDLGTGKIT |  | SFIKFDTGNV |  | CMVIAGANLG |  | RVGVITNRER |
| HPGSCDVVHV |  | KDANGNSFAT |  | RISNIFVIGN |  | GNKPWISLPR |  | GKGIRLTIAE |
| ERDKRLAAKQ |  | SSG        |  |            |  |            |  |            |

A: Аланін

C: Цистеїн

D: Аспарагінова кислота

E: Глутамінова кислота

F: Фенілаланін

G: Гліцин

H: Гістидин

I: Ізолейцин

K: Лізин

L: Лейцин

M: Метіонін

N: Аспарагін

P: Пролін

Q: Глутамін

R: Аргінін

S: Серин

T: Треонін

V: Валін

W: Триптофан

Кодований геном білок за функціями належить до рибонуклеопротеїнів, рибосомних білків. 
Білок має сайт для зв'язування з РНК, рРНК. 